# Zophomyia albicalyptrata
Zophomyia albicalyptrata là một loài ruồi trong họ Tachinidae.